# Perameles
Perameles là một chi động vật có vú trong họ Peramelidae, bộ Peramelemorphia. Chi này được É. Geoffroy miêu tả năm 1804. Loài điển hình của chi này là Perameles nasuta É. Geoffroy, 1804.

## Hình ảnh

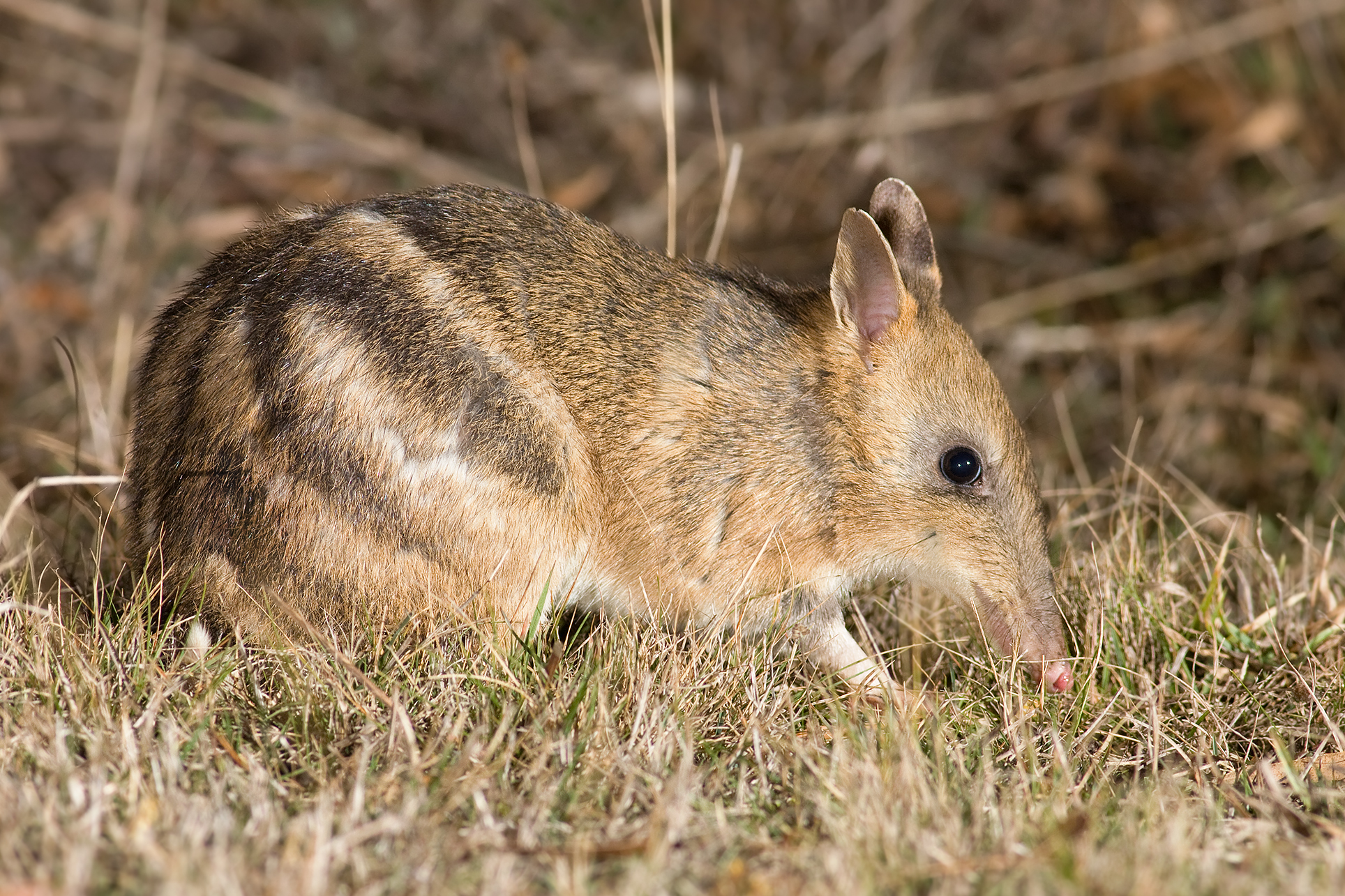
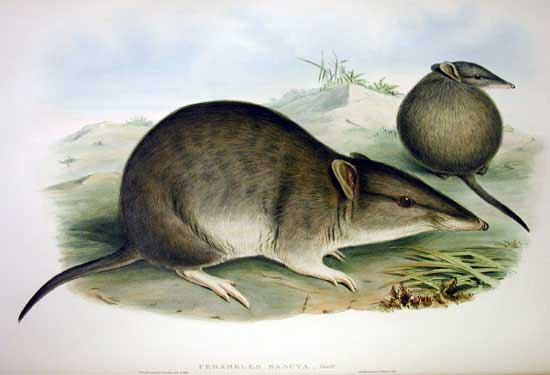
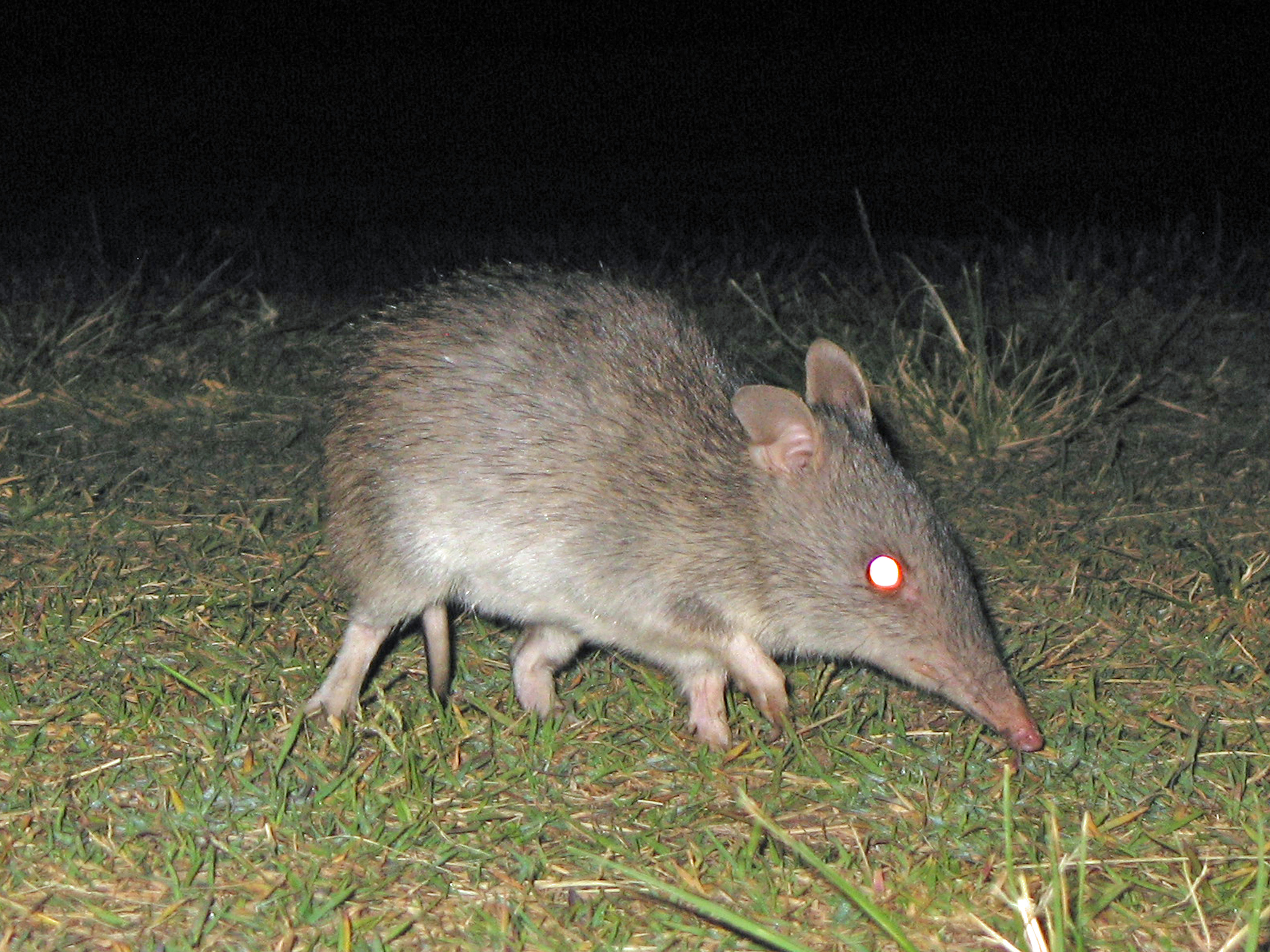
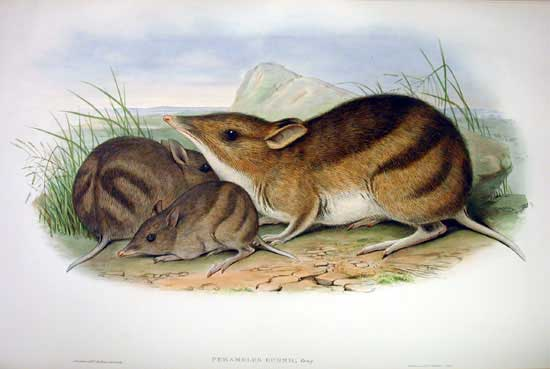

## Các loài
Chi này gồm các loài: